# Joshua Obaje
Joshua Obaje (Owerri, 1º aprile 1990) è un ex calciatore nigeriano, di ruolo attaccante.

## Caratteristiche tecniche
È una punta centrale.

## Carriera

### Club
Ha giocato nel campionato sudafricano (30 presenze e 5 reti con i Black Leopards) ed in quello algerino (13 presenze ed un gol con l'ASO Chlef), oltre che in patria (con Heartland e Warri Wolves). Durante la sua permanenza all'Heartland ha inoltre giocato in tutto 10 partite in CAF Champions League, segnandovi anche una rete.

### Nazionale
Ha giocato una partita con la nazionale nigeriana, nel 2014.